# Scottish League Cup 1993/94
Der Scottish League Cup wurde 1993/94 zum 48. Mal ausgespielt. Der schottische Fußball-Ligapokal begann am 3. August 1993 und endete mit dem Finale am 24. Oktober 1993. Den unter den Teilnehmern der Scottish Football League und der Scottish Premier League ausgespielten Pokalwettbewerb konnten die Glasgow Rangers gewinnen. Im Finale schlugen die Rangers Hibernian Edinburgh mit 2:1 und konnten somit den Titel aus dem Vorjahr verteidigen. Wurde ein Duell nach 90 Minuten plus Verlängerung nicht entschieden, kam es zum Elfmeterschießen.

## 1. Runde
Ausgetragen wurden die Begegnungen am 3./4. August 1993.
|                    | Ergebnis |                    |
| ------------------ | -------- | ------------------ |
| Alloa Athletic     | 1:0      | Berwick Rangers    |
| FC East Fife       | 1:2      | Albion Rovers      |
| FC Queen’s Park    | 0:1      | FC Arbroath        |
| FC Stenhousemuir   | 3:1      | Forfar Athletic    |
| FC Montrose        | 0:1      | East Stirlingshire |
| Queen of the South | 1:2      | FC Stranraer       |

## 2. Runde
Ausgetragen wurden die Begegnungen am 10./11. August 1993.
|                      | Ergebnis        |                    |
| -------------------- | --------------- | ------------------ |
| FC Aberdeen          | 5:0             | FC Clydebank       |
| Airdrieonians FC     | 2:1             | FC Cowdenbeath     |
| Ayr United           | 0:6             | FC Motherwell      |
| Brechin City         | 0:1             | FC St. Mirren      |
| Hamilton Academical  | 0:1 n. V.       | Dundee United      |
| Hibernian Edinburgh  | 2:0             | Alloa Athletic     |
| FC Kilmarnock        | 1:2             | Greenock Morton    |
| FC Livingston        | 1:1 (?:? i. E.) | FC Dundee          |
| FC Stenhousemuir     | 1:2 n. V.       | FC Falkirk         |
| Stirling Albion      | 0:2             | Celtic Glasgow     |
| Albion Rovers        | 01:11           | Partick Thistle    |
| FC Clyde             | 1:2             | FC St. Johnstone   |
| Dunfermline Athletic | 2:0 n. V.       | East Stirlingshire |
| Heart of Midlothian  | 1:0             | FC Stranraer       |
| Raith Rovers         | 1:2             | FC Arbroath        |
| Glasgow Rangers      | 1:0             | FC Dumbarton       |

## 3. Runde
Ausgetragen wurden die Begegnungen am 24./25. August 1993.
|                      | Ergebnis  |                  |
| -------------------- | --------- | ---------------- |
| FC Aberdeen          | 5:2 n. V. | FC Motherwell    |
| Dunfermline Athletic | 0:2       | Glasgow Rangers  |
| Hibernian Edinburgh  | 2:1       | FC Dundee        |
| Greenock Morton      | 0:1       | Partick Thistle  |
| FC St. Mirren        | 0:1       | Dundee United    |
| FC Arbroath          | 1:9       | Celtic Glasgow   |
| Heart of Midlothian  | 0:1       | FC Falkirk       |
| FC St. Johnstone     | 0:2       | Airdrieonians FC |

## Viertelfinale
Ausgetragen wurden die Begegnungen am 31. August 1993 u. 1. September 1993.
|                 | Ergebnis        |                     |
| --------------- | --------------- | ------------------- |
| Glasgow Rangers | 2:1             | FC Aberdeen         |
| Celtic Glasgow  | 1:0             | Airdrieonians FC    |
| Partick Thistle | 2:2 (?:? i. E.) | Hibernian Edinburgh |
| Dundee United   | 3:3 (?:? i. E.) | FC Falkirk          |

## Halbfinale
21./22. September 1993.
|                     | Ergebnis |                |
| ------------------- | -------- | -------------- |
| Glasgow Rangers     | 1:0      | Celtic Glasgow |
| Hibernian Edinburgh | 1:0      | Dundee United  |

## Finale
| Glasgow Rangers                            | Glasgow Rangers | Hibernian Edinburgh | Hibernian Edinburgh |
| ------------------------------------------ | --- | --- | ------------------- |
| Glasgow Rangers                            | \| 24. Oktober 1993 in Glasgow (Hampden Park) \| \| Ergebnis: 2:1 (0:0) \| \| Zuschauer: 47.632 \| | \| 24. Oktober 1993 in Glasgow (Hampden Park) \| \| Ergebnis: 2:1 (0:0) \| \| Zuschauer: 47.632 \| | Hibernian Edinburgh |
| Glasgow Rangers                            | Ally Maxwell – Gary Stevens, Richard Gough , David Robertson, Dave McPherson – Stuart McCall, Trevor Steven, Ian Ferguson, Ian Durrant – Mark Hateley, Pieter Huistra (Ally McCoist) Cheftrainer: Walter Smith | Jim Leighton – Willie Miller, Graham Mitchell, Steven Tweed, Gordon Hunter – David Farrell, Kevin McAllister, Brian Hamilton, Michael O’Neill – Keith Wright, Darren Jackson (Gareth Evans) Cheftrainer: Alex Miller | Hibernian Edinburgh |
| Glasgow Rangers                            | 1:0 Durrant (51.) 2:1 McCoist (81.) | 1:1 McPherson (59.) | Hibernian Edinburgh |
| 24. Oktober 1993 in Glasgow (Hampden Park) | | |                     |
| Ergebnis: 2:1 (0:0)                        | | |                     |
| Zuschauer: 47.632                          | | |                     |